# Armando Palacio Valdés
Armando Palacio Valdés (Entralgo, 4 ottobre 1853 – Madrid, 29 gennaio 1938) è stato uno scrittore e critico letterario spagnolo.

## Biografia
Scrittore prolifico e con uno stile limpido, aveva un pratico spirito di osservazione, e legò la tecnica naturalista ad una concezione ottimistica della vita.
Iniziò scrivendo biografie su autori contemporanei; pubblicò il suo primo romanzo El senorito Octavio (Il signorino Ottavio) nel 1881; il seguente Marta y Maria (Marta e Maria), adattamento del famoso episodio evangelico, ebbe un gran successo di pubblico. Fra i suoi contemporanei divenne subito famoso con vari romanzi ambientati a Madrid, nelle Asturie e in Andalusia e la sua fama era pari a quella di Blasco Ibáñez.
Fra i suoi romanzi migliori vanno ricordati La hermana San Sulpicio (Gloria Bermudez o Suor San Sulpizio), del 1889, storia di una monaca che abbandona il convento per sposare un medico; e La aldea perdida, (Il villaggio sperduto), del 1903, sulla vita di un villaggio asturiano che impatta con la civiltà industriale; e inoltre Tristàn o el pesimismo (Tristano o il pessimismo), del 1906, su un caso di coscienza.

## Opere
- Semblanzas literarias (1871)
- Los oradores del Ateneo (1878)
- El nuevo viaje al Parnaso (1879)
- La literatura en (1881), con Leopoldo Alas
- El señorito Octavio (1881)

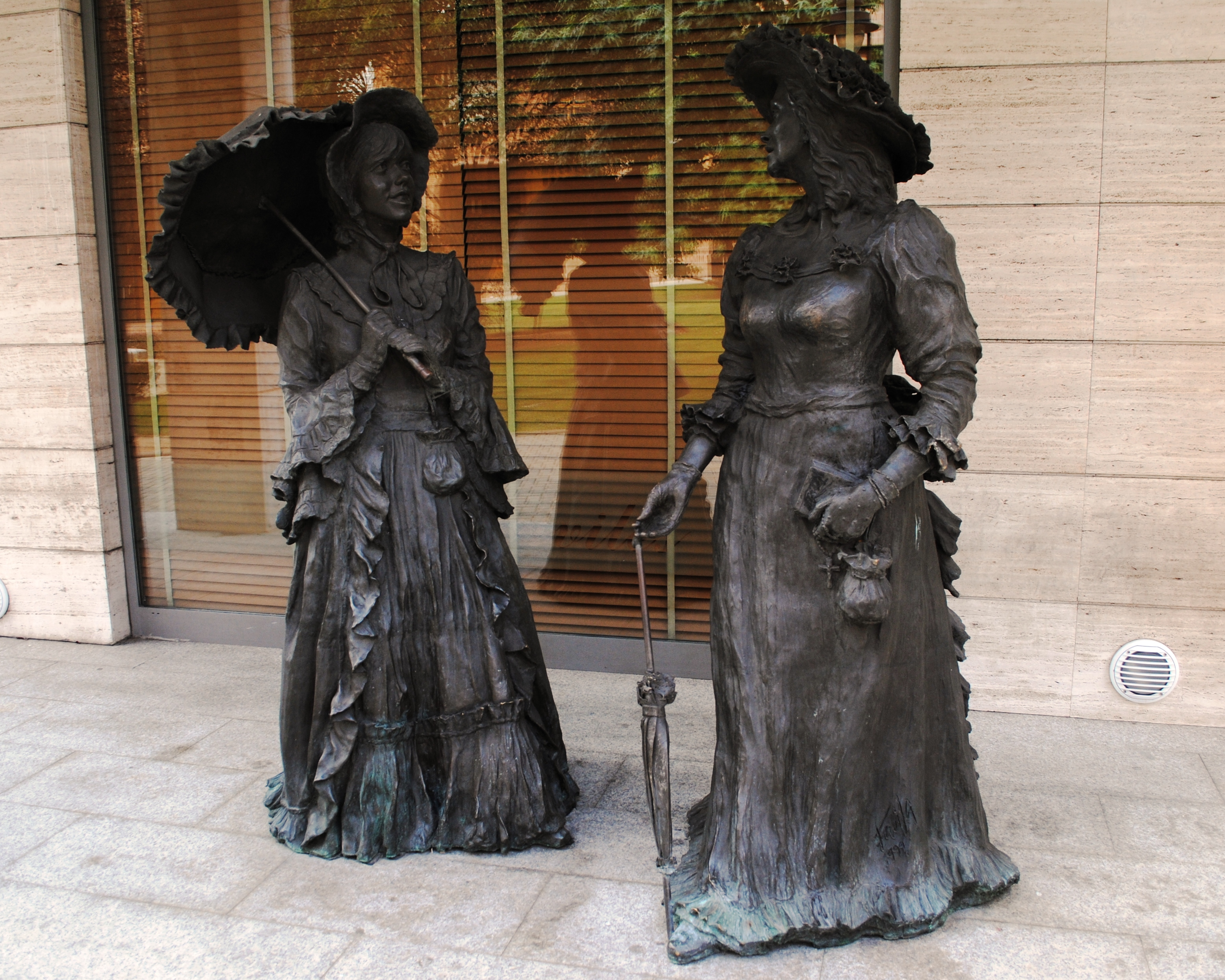
Marta y María.

- Marta y María - Marta e Maria, (1883)
- Aguas fuertes (1884)
- El idilio de un enfermo (1884)
- José (1885)
- Riverita (1886)
- Maximina (1887)
- El cuarto poder (1888)
- La hermana San Sulpicio - Gloria Bermudez o Suor San Sulpizio,[1] (1889)
- La espuma (1890)
- La espuma (1891)
- La fe (1892)
- El maestrante (1893)
- El Orígen del Pensamiento(1893)
- Los majos de Cádiz (1896)
- La alegría del capitán Ribot (1899)
- Tristán o el pesimismo - Tristano o il pessimismo, (1906)
- La aldea perdida - Il villaggio sperduto, (1911)
- Los papeles del doctor Angélico (1911)
- Años de juventud del doctor Angélico (1918)
- La novela de un novelista (1921)
- Cuentos escogidos (1923)
- La hija de Natalia (1924)
- El pájaro en la nieve y otros cuentos (1925)
- Santa Rogelia (1926)
- Los cármenes de Granada (1927)
- Testamento literario (1929)
- Sinfonía pastoral (1930)
- El gobierno de las mujeres (1931)
- Obras completas (1935)
- Álbum de un viejo (1940)
- El Crimen en Calle de la Persequida